# Hiroyuki Omata
Hiroyuki Omata (Tokio, 1 september 1983) is een Japans voetballer.

## Carrière
Hiroyuki Omata speelde tussen 2002 en 2011 voor FC Tokyo, Omiya Ardija, Shonan Bellmare en Cerezo Osaka. Hij tekende in 2012 bij Avispa Fukuoka.